# Oberlunkhofen
Oberlunkhofen is een gemeente en plaats in het Zwitserse kanton Aargau en maakt deel uit van het district Bremgarten.
Oberlunkhofen telt 1.956 inwoners.